# Moshood Abiola
Moshood Kashimawo Olawale Abiola (Abeokuta, 24 agosto 1937 – Abuja, 7 luglio 1998) è stato un politico e imprenditore nigeriano.

## Biografia
Nato ad Abeokuta nel 1937, si è formato in Scozia fino al 1965. Nel 1968 ha incominciato a lavorare per la ITT Corporation Nigeria e dal 1971 al 1988 è stato presidente e amministratore delegato dell'azienda.
Nel frattempo ha gestito altre attività legate anche al mondo dell'editoria e dei trasporti.
Nel corso della sua vita è stato anche un impegnato filantropo, facendo costantemente donazioni per la costruzione di scuole, moschee, edifici culturali e per sostenere movimenti vicini ai progetti di liberazione e alle campagne contro la schiavitù in molte zone dell'Africa.
Nel giugno 1993 si candidò con il Partito Socialdemocratico alle elezioni presidenziali in Nigeria. Dopo i primi risultati ufficiali, che lo vedevano nettamente in vantaggio rispetto al rivale Bashir Tofa, il capo militare del Paese e Presidente uscente, Ibrahim Babangida, annullò le consultazioni, tra le più libere della storia nigeriana, e nominò Ernest Shonekan capo di Stato. Questo evento provocò una forte crisi politica e Abiola ottenne il sostegno del popolo e della comunità internazionale, ma fu tuttavia arrestato con un'accusa di tradimento da parte del regime militare.
Durante la prigionia fu sottoposto a diversi tipi di tortura, fino a che morì in circostanze misteriose, probabilmente ucciso, nel 1998.